# Кручинін Антон Миколайович
Анто́н Микола́йович Кручи́нін (рос. Кручинин Антон Николаевич; нар. 1868 — пом. 22 березня 1914, Франкфурт-на-Майні, похований в Києві) — драматичний актор і антрепренер.

## Життєпис
Театральну діяльність розпочав 1886 року в Петербурзі в якості актора. Згодом став антрепренером.
Першою його антрепризою була організована 1902 року спільно з антрепренером Симоном Федоровичем Сабуровим (1868—1929) гастрольна поїздка В. Ф. Комісаржевської по провінційних містах.
1904—1909 років А. М. Кручинін вже тримав власну антрепризу в Баку. Фарси, жанрові комедії, водевілі були дуже популярними і приносили прибутки. Та через пожежу в театрі Тагієва 21 лютого 1909 року Кручинін зазнав значних збитків, а його родину, яка мешкала на 2-му поверсі театру, ледве врятували.
1909 року у Києві за сприяння О. М. Крамського відкрив «Драматичний театр А. Кручиніна» в приміщенні Театру Бергоньє. Це був другий після «Соловцова» російський драматичний театр, але існував він недовго — 1912 року Кручинін перетворив його на «Художній театр мініатюр».
Перші роки драма приносила йому лише збитки. Але після того, як він перейшов на мініатюри, почав отримувати великі прибутки. У Києві, де було шість труп мініатюр він переміг усіх конкурентів, забезпечуючи в театрі С. В. Брикіна повні збори.
Та згодом він серйозно захворів. На початку сезону 1914 року виїхав на лікування за кордон. За кілька днів до смерті викликав до себе у Франкфурт-на-Майні дружину, акторку М. Я. Козловську, в присутності якої помер 22 березня 1914 року. За рішенням дружини був похований в Києві. 23 березня у Володимирському соборі відбулась панахида з вшанування його пам'яті.
1915 року, вже після смерті Антона Миколайовича, театр знову був реорганізований і отримав назву «Художній театр Кручиніна».
1917 року цей театр зайняв приміщення театру Лівського, і з тих пір колишній «Скетінг-Ринг» стали називати «театром Лівського і Кручиніна».

## Родина
Дружина — театральна акторка Козловська Марія Яківна. Вперше на сцену вийшла 1895 року. Грала в Петербурзі, Баку, Києві, Тифлісі. З 1941 року працювала в Павловському театрі Нижньогородській області, згодом разом з сином М. А. Кручиніним була переведена в Арзамаський театр.
Син Микола Антонович Кручинін (1899 — ?) також був актором. Від 1925 року працював у театрі Сабурова «Пассаж» в Ленінграді та в Александринському театрі. З 1941 працював в театрах разом з матір'ю (Павлово, Арзамас).